# 이쿠타 에리카
이쿠타 에리카(일본어: 生田 絵梨花 いくた えりか[*], 1997년 1월 22일 ~ )는 일본의 아이돌이며, 여성 아이돌 그룹 전 노기자카46의 멤버이다.
독일에서 태어나 일본 도쿄도에서 자랐다. 오오타 프로덕션 소속.

## 약력
- 2007년 8월, 뮤지컬 《코코 스마일 5》에 주역·코코 역으로 출연.
- 2011년 8월, 노기자카46의 멤버가 된다.
- 2012년 2월 22일, 노기자카46로서 Sony Music Records로부터 〈빙글빙글 커튼〉으로 CD 데뷔.
- 2012년 9월, 영화 《헝거 게임》의 일본어 더빙판에서 노기자카46 전원 참가[1]로 행해진 오디션에 의해 루 역으로 선택되었다[2].
- 2014년 4월 20일, 8th 싱글 〈깨닫고 보니 짝사랑〉 개별 악수회(요코하마 시·퍼시피코 요코하마)에서, 5월 30일부터 6월 15일까지 개최하는 노기자카46 극장 공연 〈16인의 프린시펄 trois〉(도쿄 도·아카사카 ACT 시어터) 종료 후부터, 진학 준비를 위해 9th 싱글에 불참가 및 노기자카46로서의 일시 활동 휴업을 발표. 휴업 기간 및 복귀 시기는 미정[3].
- 2014년 6월 28일, 이 날을 갖고 예능 활동을 일시 휴업[4].
- 2014년 10월 2일 ~ 5일, 자신 처음이 되는 뮤지컬 《무지개 프렐뤼드》로 주연을 맡을 예정이다[5].
- 2014년 8월 3일, 노기자카46의 10th 싱글로 센터 포지션을 맡는 것이 발표되었다[6].
- 2021년 10월 25일, 12월 31일을 기해 노기자카46를 졸업하는 것을 발표했다[7].
- 2021년 12월 15일 발매의 노기자카46 첫 베스트 앨범 《Time flies》리드곡에서 이쿠타가 센터를 맡은 〈최후의 Tight Hug〉가 11월 5일에 선행 싱글로서 착신했다[8].
- 2021년 12월 14일 · 15일, 요코하마 아레나에서 졸업 콘서트를 개최되었다[9][10].
- 2021년 12월 31일, 노기자카46를 졸업.

## 인물
- 독일에서 태어나, 5살 때부터 도쿄에서 자랐다[11].
- 취미는 음악을 듣는 것, 버라이어티 프로그램을 보는 것. 특기는 3살부터 배우고 있는 피아노. 전국 대회에 출장했던 적이 있다.
- 좋아하는 음식은, 우동, 사과, 초콜릿.
- 모닝구무스메의 리더인 이쿠타 에리나와 동갑이다.

### 에피소드
- 2012년 3월 22일, 사이토 치하루, 나카모토 히메카와 함께 놀러 나갔을 때, 여성 아이돌 그룹의 멤버로 이름이 1글자 차이인 모닝구무스메의 리더인 이쿠타 에리나와 우연히 만났다[12][13].

### 노기자카46로서
- 〈동 동 이쿠동 이쿠타동 U~DON!〉을 노기자카46 초기 시절부터 캐치프레이즈로 사용하고 있다.

## 작품

### 노기자카46에서의 참가곡

#### 싱글 CD 선발곡
- ぐるぐるカーテン / 빙글빙글 커튼
  - 会いたかったかもしれない / 만나고 싶었을지도 몰라
  - 失いたくないから / 잃고 싶지 않으니까
  - 白い雲にのって / 흰 구름에 올라
  - 乃木坂の詩 / 노기자카의 시
- おいでシャンプー / 이리와 샴푸
  - 心の薬 / 마음의 약
  - ハウス! / 하우스!
- 走れ!Bicycle / 달려라! Bicycle
  - 人はなぜ走るのか? / 사람은 왜 달리는가?
  - 音が出ないギター / 소리가 나지 않는 기타
- 制服のマネキン / 제복의 마네킹
  - 指望遠鏡 / 손가락 망원경
  - ここじゃないどこか / 여기가 아닌 어딘가
  - 指望遠鏡〜アニメ版〜 / 손가락 망원경~애니메이션판~
- 君の名は希望 / 너의 이름은 희망
  - シャキイズム / 샤키이즘
  - ロマンティックいか焼き / 로맨틱 오징어 야키
- ガールズルール / 걸즈 룰
  - 世界で一番 孤独なLover / 세상에서 가장 고독한 Lover
  - 人間という楽器 / 인간이라고 하는 악기
- バレッタ / 바레트
  - 月の大きさ / 달의 크기
  - そんなバカな・・・ / 그런 바보같은・・・
  - やさしさとは / 상냥함이라는 것은
- 気づいたら片想い / 깨닫고 보니 짝사랑
  - ロマンスのスタート / 로맨스의 스타트
  - 吐息のメソッド / 한숨의 메서드
  - ダンケシェーン / 당케 쇤
- 何度目の青空か? / 몇 번째 푸른 하늘인가?
  - 転がった鐘を鳴らせ! / 굴러간 종을 울려라!
  - 私、起きる。 / 나, 일어나.
  - Tender days
- 命は美しい / 생명은 아름다워
  - あらかじめ語られるロマンス / 미리 이야기되는 로맨스
- 太陽ノック / 태양 노크
  - 無表情 / 무표정
  - 羽根の記憶 / 날개의 기억
- 今、話したい誰かがいる / 지금, 이야기하고 싶은 누군가가 있다
  - ポピパッパパー / 포피팟파파
  - 悲しみの忘れ方 / 슬픔을 잊는 법
- ハルジオンが咲く頃 / 봄망초 필 무렵
  - 遥かなるブータン / 머나먼 부탄

#### 앨범 CD 선발곡
- 《透明な色 투명한 색》에 수록
  - 僕がいる場所 / 내가 있는 장소
  - あなたのために弾きたい / 당신을 위해서 연주하고 싶어
- 《それぞれの椅子 각각의 의자》에 수록
  - きっかけ / 계기
  - 太陽に口説かれて / 태양에게 설득당해
  - 低体温のキス / 저체온의 키스

### 노기자카46 졸업 후

#### 디지털 싱글
- ビートDEトーヒ (2022년 11월 20일) - ハマいく 명의

#### EP
1. capriccioso (2024년 4월 10일)
2. bitter candy (2025년 3월 5일)

## 출연

### 드라마
- 비브리아 고서당의 사건 수첩 제5화 (2013년 2월 11일, 후지 TV) - 타나베 미스즈 역
- 바다 위의 진료소 제1화 (2013년 10월 14일, 후지 TV) - 여대생 역
- 유감스러운 남편. (2015년 1월 ~ 3월, 후지 TV) - 호소이 미카 역

### 영화
- 초능력 연구부의 3인 (2014년, BS-TBS) - 주연·무라타 키쿠코 역
- 아사히나구 (2017년, 도호 영상 사업부) - 이치도 네네 역
- 극장판 카케구루이2: 절체절명의 러시안 룰렛 (2021년, GAGA) - 미하루타키 사쿠라 역
- 컨피던스 맨 JP -영웅편- (2022년, 도호) - 하타야마 레이나 역
- Dr. 코토 진료소 (2022년, 도호) - 니시노 나미 역

### 더빙
- 헝거 게임 (2012년, 카도카와 영화) - 일본어 더빙·루 역
- 위시 (2023년, 월트 디즈니 재팬) - 일본어 더빙·아르샤 역

### 무대
- 코코·스마일 5 (2007년) - 주연·코코 역
- 알프스의 소녀 하이디 (2009년) - 클라라 역
- 무지개 프렐뤼드 (2014년) - 주연
- 리본의 기시 (2015년) - 사파이어 공주
- 로미오와 줄리엣 (2017-2019년) - 줄리엣
- 레 미제라블 - 코제트 (2017-2019년), 에포닌 (2021년), 판틴 (2024-2025년)
- 모차르트! (2018년) - 콘스탄체
- 나타샤, 피에르와 1812년 대혜성 (2019년) - 나타샤 로스토바
- 아름다운 여인 - 신을 만난 여인 - (2019-2020년) - 케가레
- 바람을 따라 휘파람을 불며 (2020년) - 삼키기
- 4월은 너의 거짓말 (2020-2022년) - 미야조노 가오리
- 미인 삼키기 (2023년) - 케이디 헤론
- 집시 (2023년) - 루이스